# Donja Livadica
Donja Livadica (izvirno srbsko Доња Ливадица) je naselje v Srbiji, ki upravno spada pod Občino Velika Plana; slednja pa je del Podonavskega upravnega okraja.

## Demografija
V naselju, katerega izvirno (srbsko-cirilično) ime je Доња Ливадица, živi 1676 polnoletnih prebivalcev, pri čemer je njihova povprečna starost 43,6 let (41,5 pri moških in 45,5 pri ženskah). Naselje ima 587 gospodinjstev, pri čemer je povprečno število članov na gospodinjstvo 3,50.
To naselje je, glede na rezultate popisa iz leta 2002, večinoma srbsko, a v času zadnjih treh popisov je opazno zmanjšanje števila prebivalcev.
|  |

| Demografija | Demografija     | Demografija     |
| Leto        | Št. prebivalcev | Št. prebivalcev |
| ----------- | --------------- | --------------- |
|             |                 |                 |
|             |                 |                 |
|             |                 |                 |
|             |                 |                 |
| 1948        | 2700            |                 |
| 1953        | 2851            |                 |
| 1961        | 2856            |                 |
| 1971        | 2740            |                 |
| 1981        | 2766            |                 |
| 1991        | 2582            | 2309            |
| 2002        | 2453            | 2053            |
|             |                 |                 |

| Etnična sestava po popisu iz leta 2002 | Etnična sestava po popisu iz leta 2002 | Etnična sestava po popisu iz leta 2002 | Etnična sestava po popisu iz leta 2002 | Etnična sestava po popisu iz leta 2002 |
| -------------------------------------- | -------------------------------------- | -------------------------------------- | -------------------------------------- | -------------------------------------- |
| Srbi                                   | Srbi                                   |                                        | 2.010                                  | 97,90%                                 |
| Jugoslovani                            | Jugoslovani                            |                                        | 6                                      | 0,29%                                  |
| Romuni                                 | Romuni                                 |                                        | 4                                      | 0,19%                                  |
| Črnogorci                              | Črnogorci                              |                                        | 1                                      | 0,04%                                  |
| Slovaki                                | Slovaki                                |                                        | 1                                      | 0,04%                                  |
| Nemci                                  | Nemci                                  |                                        | 1                                      | 0,04%                                  |
| Muslimani                              | Muslimani                              |                                        | 1                                      | 0,04%                                  |
| Neznano                                | Neznano                                |                                        | 1                                      | 0,04%                                  |